# 雷霖
雷霖（1424年—？），字弘濟，陝西西安府華州華陰縣人，明朝政治人物。同進士出身。

## 生平
景泰元年（1450年）庚午科陝西鄉試舉人。天順元年（1457年）丁丑科會試第二名，殿試登第三甲第一百八十九名進士。選庶吉士，授檢討，改德府長史，歷山西提學副使。弘治間，編《華陰縣志》。

## 家族
曾祖父雷得。祖父雷效忠。父亲雷讓，曾任巡檢。